# Vladimir Constantinescu
Vladimir Constantinescu (n. 10 iunie 1895, Pitești – d. 1965) a fost un general român, care a luptat în cel de-al doilea război mondial.

## Serviciu
- 1941 – 1942 - Comandantul Școlii de Cavalerie.
- 1942 - Comandantul Regimentului 8 Roșiori.
- 1942 – 1943 - Comandantul Școlii de Cavalerie.
- 1943 – 1944 - Șeful Comandamentului Trupelor Mecanizate.
- 1944 - Comandantul General al Diviziei 1-a Cavalerie.
- 1944 – 1945 - Comandant Adjunct al Diviziei 8-a Cavalerie.
- 1946 – 1947 - Trecut în Rezervă.
- 1947 - Trecut în Retragere.

## General Maior de Cavalerie
Generalul Vladimir Constantinescu, comandantul secund al Diviziei 8 Cavalerie, un as al cavaleriei, s-a lăsat jignit de generalul sovietic Sersciuk. Acesta din urmă, nemulțumit de faptul că generalul român conservase personalul diviziei, refuzând să-l arunce într-o luptă în care și-ar fi pierdut viața în mod inutil, în lipsa sprijinului artileriei, i-a cerut să meargă pe front și, apoi, a luat decizia de a-l înlocui la comanda marii unități. Scena admonestării și insultării generalului Vladimir Constantinescu de către generalul sovietic Sersciuk a fost descrisă de un subordonat, colonelul Gheorghe Magherescu: 
„A salutat și, apoi, printr-o întoarcere soldățească împrejur, a luat-o în pas alergător în direcția frontului (Sersciuk îi ordonase să plece imediat în linia întâi, n.n.), sărind peste șanțuri, trecând peste garduri și pierzându-se în vastitatea câmpului de luptă, dispărând cu totul. (...)
Vladimir Constantinescu, asul sportului călare, cavaler până în ultima fibră a sa, acel ofițer căruia nimeni nu i-ar fi trecut prin minte că ar fi putut să-l ofenseze cu cel mai mic gest, stând smirnă în fața lui Sersciuk, primind injuriile, un personaj de talia cavaleristului Vladimir Constantinescu să se comporte în fața unui general sovietic cu atâta supușenie, oferind camarazilor și subordonaților săi o imagine deplorabilă, transferând asupra lor propria-i umilință, înghițită în fuga patrupedului pe care știa să-l strunească atât de bine.”
În 1948 a fost arestat și condamnat la închisoare pentru deținere ilegală de arme, fiind închis în Lagărul de Muncă de la Poarta Albă în perioada 30 octombrie 1948 – 7 noiembrie 1950. A supraviețuit închisorilor comuniste și a încetat din viață în 7 septembrie 1965 la 70 de ani.

## Decorații
- Ordinul 23 August clasa a IV-a (10 august 1964) „pentru merite deosebite în opera de construire a socialismului, cu prilejul celei de a XX-a aniversări a eliberării patriei”[3]